# Vince Grella
Vincenzo « Vince » Grella est un footballeur australien, né le 5 octobre 1979 à Melbourne. Il évolue au poste de milieu de terrain du milieu des années 1990 au début des années 2010. 
International australien, il dispute à la Coupe du monde 2006 et la Coupe du monde 2010.

## Biographie
Le 28 janvier 2013 il annonce sa retraite à cause d'une blessure. 

## Carrière Internationale
- International australien (47 sélections) depuis le 12 mars 2003 : Angleterre 1 - 3 Australie.

## Palmarès
- - Vainqueur de la Coupe d'Océanie en 2004 avec l'Australie.